# Artur Mikołajko
Artur Mikołajko (ur. 4 stycznia 1979) – polski koszykarz, występujący na pozycjach silnego skrzydłowego lub środkowego, obecnie zawodnik Znicza Pruszków.
W sezonie 2006/2007 i latach 2008–2010 reprezentował Znicz Jarosław w PLK, rozgrywając w lidze 69 spotkań.

## Osiągnięcia
Stan na 24 kwietnia 2022.

### Drużynowe
- Awans do PLK z Sokołowem Znicz Jarosław (2006, 2008)

### Indywidualne
- Zaliczony do I składu II ligi grupy B (2016)[1]
- Lider I ligi w skuteczności rzutów z gry (2008 – 69,1%, 2012 – 71,8%)[2]